# SN 2010ed
SN 2010ed – supernowa typu Ia odkryta 12 czerwca 2010 roku w galaktyce UGC 10728. W momencie odkrycia miała maksymalną jasność 18,70m.